# Râpele de la Ceadîr-Lunga
Râpele de la Ceadîr-Lunga reprezintă un monument al naturii de tip geologic sau paleontologic în Găgăuzia, Republica Moldova. Sunt amplasate la est de municipiul Ceadîr-Lunga (ocolul silvic Ceadîr-Lunga, parcela 86). Cuprind o suprafață de 10 ha, sau 45,35 ha conform unor aprecieri recente. Obiectul este administrat de Întreprinderea pentru Silvicultură „Silva-Sud” Cahul.

## Descriere

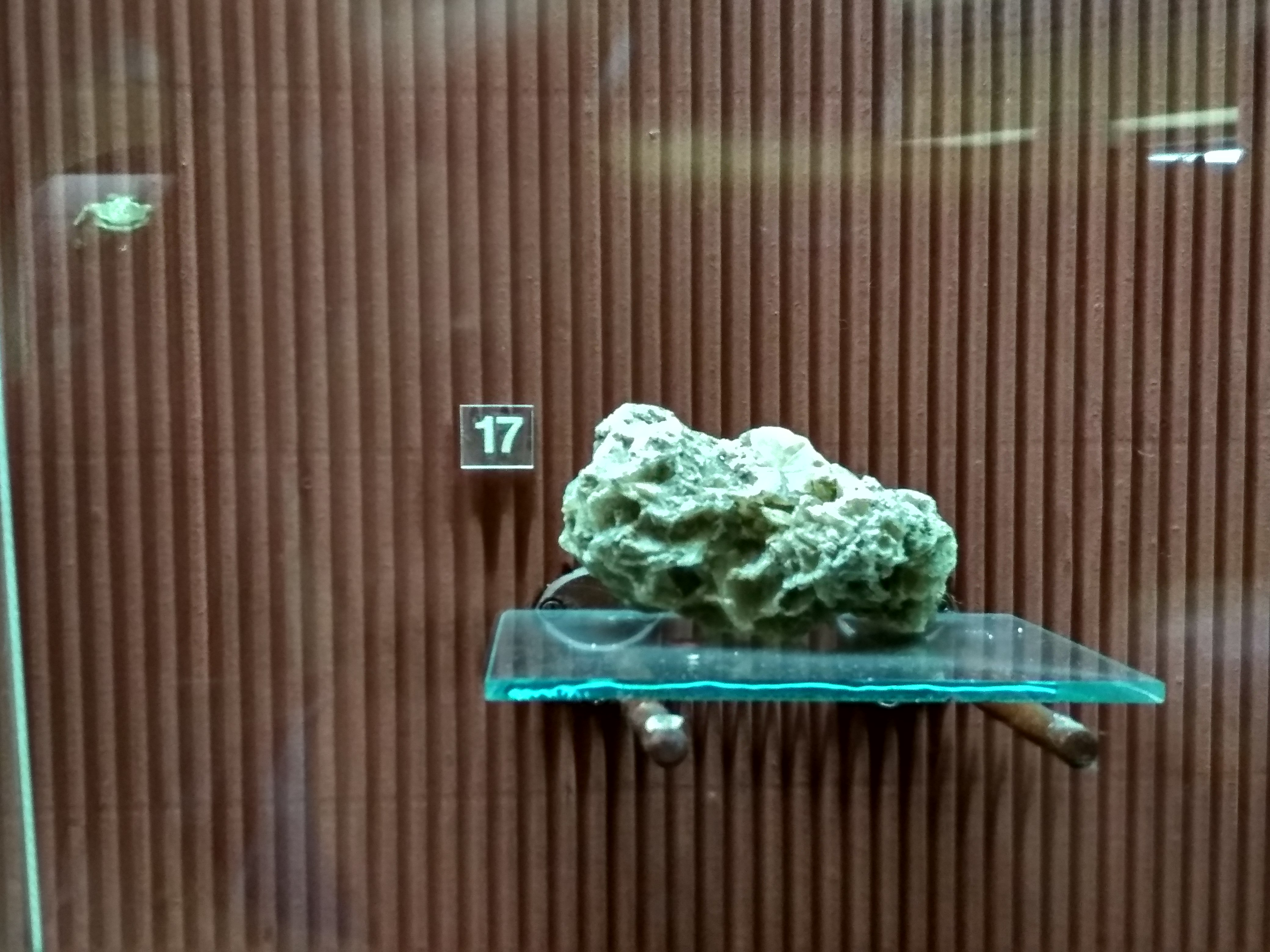
Druză de gips (pliocenul inferior – 5-3 mln. ani), descoperită în râpele de la Ceadîr-Lunga. Exponat al Muzeului Național de Etnografie și Istorie Naturală din Chișinău

Ravenele amplasate la est de municipiul Ceadîr-Lunga au, în general, o structură geologică omogenă, conform unor studii publicate de geologul I. Suhov în 1976. Au fost descoperite depozite ale câtorva subdiviziuni geologice ale miocenului superior, pliocenului și pleistocenului, printre care nisipuri ponțiene, argile etuliene de un roșu-cafeniu-închis cu druze de ghips, scoarță de alterare din kimerianul mediu. Sub aceasta din urmă au fost indentificate lentile de cenușă vulcanică cu grosimea de până la 15 cm. Nu au fost semnalate resturi de faună fosilă, cu excepția unor fragmente de cochilii aparținând unor moluște neindentificate.

## Statut de protecție
Obiectivul a fost luat sub protecția statului prin Hotărîrea Sovietului de Miniștrii al RSSM din 8 ianuarie 1975 nr. 5, iar statutul de protecție a fost reconfirmat prin Legea nr. 1538 din 25 februarie 1998 privind fondul ariilor naturale protejate de stat. Deținătorul funciar al monumentului natural era, la momentul publicării Legii din 1998, Gospodăria Silvică de Stat Cahul, între timp reformată în Întreprinderea pentru Silvicultură „Silva-Sud” Cahul.
Aflorimentul geologo-paleontologic este un reper în studierea pliocenului de pe teritoriul Republicii Moldova. Obiectivul este utilizat de geologi și paleontologi pentru deducerea unor corelații stratigrafice și paleografice.
Conform situației din anul 2016, aria protejată nu are un panou informativ, iar hotarele ei nu sunt concretizate. Este recomandată continuarea cercetărilor paleontologice.